# Deleproctophylla variegata
Deleproctophylla variegata är en insektsart som först beskrevs av Klug in Ehrenberg 1834.  Deleproctophylla variegata ingår i släktet Deleproctophylla och familjen fjärilsländor. Inga underarter finns listade i Catalogue of Life.